# Picot olivaci
El picot olivaci (Colaptes rubiginosus) és una espècie d'ocell de la família dels pícids (Picidae) que habita boscos, matolls i sabanes de l'est de Mèxic, Amèrica Central, Colòmbia, Veneçuela, Trinitat i Tobago, Guyana, Surinam, est i nord-oest del Perú, est de l'Equador, sud-est de Bolívia i nord-oest de l'Argentina.